# Цькування (кривавий вид спорту)

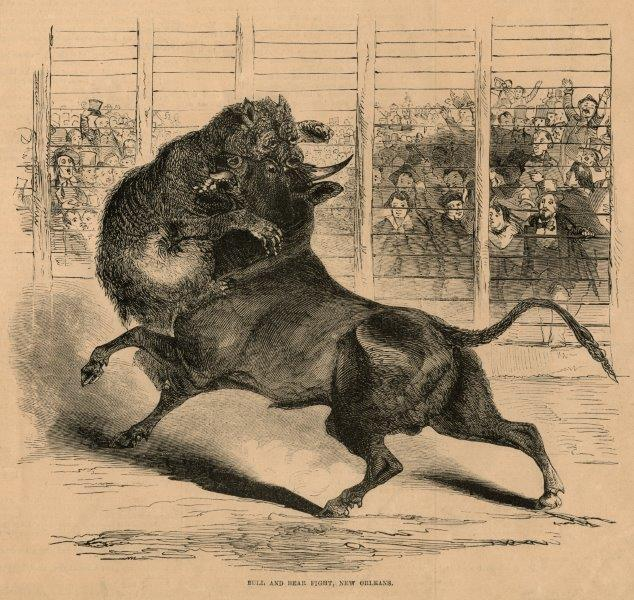
Організований бій між ведмедем і биком, 1853 рік.

Цькування — кривавий вид спорту, коли тварина хвилюється або мучиться проти іншої тварини з метою розваги чи азартної гри. Ця діяльність є незаконною в більшості країн із різними рівнями контролю.

## Історія
У різні періоди історії та в різних культурах по всьому світу були підтверджені різні типи цькування, названі за використовуваними видами. До них належать цькування борсуків, ведмедів, биків, віслюків, качок, свиней, людей, гієн, левів, мавп, щурів і вовків. Багато з того, що відомо про цькування, походить з Англії в середні віки, хоча деякий час воно було там нелегальним. Однак це все ще практикується в інших частинах світу, включаючи деякі культури Центральної Азії.

## Обмеження

### Політичне
- Південний Судан: у Кримінальному кодексі зазначено, що будь-яка особа, яка влаштовує, пропагує або організовує бої між півнями, баранами, биками чи іншими домашніми тваринами, або заохочує до таких дій, карається позбавленням волі на строк не більше двох місяців або у разі засудження штрафом .[5]